# 碓氷峠交流記念財団
一般財団法人碓氷峠交流記念財団（うすいとうげこうりゅうきねんざいだん）は、群馬県安中市松井田町における、文化財の保存普及事業、情報発信事業、交流事業、碓氷峠鉄道文化むらの管理運営事業を行う法人である。出捐者は安中市（旧碓氷郡松井田町）。

## 沿革
- 1999年（平成11年）3月4日 - 当時の松井田町により発足。
- 2006年（平成18年）3月18日 - 安中市と松井田町の合併により、出捐者が安中市となる。
- 2024年（令和6年）3月31日 - この日をもって峠の湯とくつろぎの郷の管理運営事業を終了[1][2]。

## 概要
- 鉄道車両の保存事業
  - 展示車両の保存事業
  - EF63形電気機関車の動態保存と運転体験など

- 情報発信事業
  - 碓氷峠紹介の資料の発行
  - 碓氷峠鉄道文化むらをより楽しんでいただく為の冊子の発行
  - ホームページによる情報提供

- 交流事業
  - 碓氷峠紅葉の俳句大会の開催
  - 冬期ふれあいイベントの開催
  - 碓氷峠に関連する各種事業への協力
  - 矢の沢川親水公園管理事業
  - 写真撮影会の開催
  - 碓氷峠に関連する各種事業への協力

- 公共施設の管理運営事業
  - 碓氷峠鉄道文化むら管理・運営